# Teoria del mondo piccolo
La teoria del mondo piccolo o dei piccoli mondi, o effetto del mondo piccolo è una teoria matematica e sociologica che sostiene che tutte le reti complesse presenti in natura sono tali che due nodi qualunque possono essere collegati da un percorso costituito da un numero relativamente piccolo di collegamenti. In matematica la teoria è studiata come branca della teoria dei grafi, in particolare in ambito informatico con applicazioni, per esempio, in biologia, economia e sociologia.
A volte si fa riferimento ad essa come alla teoria dei sei gradi di separazione. La prima formulazione del concetto risale al libro Catene (1929) dello scrittore ungherese Frigyes Karinthy.

## Storia
La sua nascita ufficiale può essere fatta risalire ad una serie di esperimenti condotti dallo psicologo Stanley Milgram che esaminavano la lunghezza media del percorso per reti sociali tra residenti negli Stati Uniti. La ricerca ipotizzò un mondo piccolo, costituito da una rete di collegamenti tra persone relativamente brevi. Gli esperimenti sono spesso associati con la frase "sei gradi di separazione", anche se Milgram non ha mai utilizzato questa locuzione.
Venne poi analizzata ed ulteriormente sviluppata nel 1998 nell'articolo apparso sulla rivista Nature, Collective dynamics of «smallworld» networks dei matematici Duncan J. Watts e Steven Strogatz, i quali spiegarono che una rete sociale rientrante in tale paradigma deve avere un alto coefficiente di clustering globale.
Questa teoria generalizza ed esplora le caratteristiche di insieme che hanno reti connesse di elementi, indipendentemente dalle caratteristiche proprie degli elementi. Reti di lucciole, router, compratori, attori e partner sessuali hanno almeno due caratteristiche simili: l'alto livello di aggregazione e il basso grado di separazione. La teoria illustra appunto come sia possibile conciliare questi due aspetti apparentemente contraddittori: il fatto che nonostante ogni elemento tenda ad avere relazioni prevalentemente con pochi altri (alta aggregazione) non impedisce di ottenere comunque una sua "vicinanza", tramite pochi intermediari, con qualsiasi altro elemento della rete (basso grado di separazione).
Tale studio ha fatto molto scalpore poiché dà una spiegazione generale a situazioni già osservate in particolari reti connesse di elementi (es. reti di persone, di computer, catene alimentari) in differenti campi scientifici. Un esempio abbastanza conosciuto sono i cosiddetti sei gradi di separazione osservati nelle reti sociali, cioè il numero di passaggi sociali (amici degli amici degli amici...) che separano, mediamente, ogni essere umano da qualsiasi altro.

## Paul Erdős e i grafi casuali
Il matematico Paul Erdős si occupò, tra le altre cose, di studiare le caratteristiche dei grafi casuali. I grafi casuali si creano aggiungendo archi a caso tra nodi nell'insieme dato. Erdős dimostrò che basta una piccola percentuale di archi rispetto al totale per avere un grafo connesso. Il grado di separazione di tali grafi è straordinariamente piccolo.
Esempio di grafo sociale delle conoscenze: affinché ci sia una conoscenza "indiretta" di tutte le persone del mondo (con una popolazione di 6 miliardi di persone) è sufficiente avere 24 conoscenze casuali (in senso matematico) ovvero conoscere una persona a caso su 250 milioni. La rete sociale ipotizzata in questo esempio non è però realistica visto che le conoscenze non sono casuali, ma tendono ad essere più "aggregate" (es. le persone conoscono prevalentemente gli individui che abitano vicino a loro). La rete delle conoscenze tra le persone è perciò più simile ad una rete piccolo mondo che ad una rete casuale.